# Євгенівка (зупинний пункт)
Євге́нівка — пасажирський залізничний зупинний пункт Херсонської дирекції Одеської залізниці на лінії 373 км — Снігурівка між станціями Туркули (6 км) та Снігурівка (4 км). Розташований на північній околиці міста Снігурівка Баштанського району Миколаївської області.

## Історія
Роз'їзд відкрито 1973 року, під такою ж назвою. У 2015 році демонтовано другу колію та переведено до категорії — зупинний пункт.

## Пасажирське сполучення
Приміське сполучення здійснюється щоденно поїздами:
- Миколаїв-Вантажний — Апостолове (через Миколаїв, Копані, Херсон, Херсон-Східний, Снігурівку);
- Херсон — Апостолове.

Щоб дістатися до міста Дніпро, достатньо доїхати приміським поїздом до станції Апостолове, на якій діє узгоджена пересадка на приміський поїзд сполученням Апостолове — Дніпро.